# Lindsaea adiantoides
Lindsaea adiantoides là một loài thực vật có mạch trong họ Dennstaedtiaceae. Loài này được (Blume) Kuhn miêu tả khoa học đầu tiên năm 1869.
Lindsaea adiantoides có nguồn gốc từ Philippins.